# Geolycosa atroscopulata
Geolycosa atroscopulata là một loài nhện trong họ Lycosidae.
Loài này thuộc chi Geolycosa. Geolycosa atroscopulata được Carl Friedrich Roewer miêu tả năm 1955.